# Часовня (Кировская область)
 Часовня  — деревня в Афанасьевском районе Кировской области в составе Борского сельского поселения.

## География
Расположена на расстоянии примерно 12 км на север-северо-запад от центра поселения поселка  Бор на левом берегу реки Кама.

## История
Известна с 1891 года как Берёзовые починки или Копанский, Часовня с 6 семьями, в 1905 это починок Копанский с 10 дворами и 59 жителями. В 1926 года учтена была как деревня Часовенская (Копанский) с 14 хозяйствами и 69 жителями, в 1950  с 24 хозяйствами и 117 жителями. С 1978 название стало Часовня, в 1989 году оставалось 37 жителей.  

## Население
Постоянное население составляло 27 человек (русские 100%) в 2002 году, 12 в 2010.